# Bermanuleu (Dorf)
Bermanuleu (Bermanoleu) ist ein osttimoresisches Dorf im Suco Saboria (Verwaltungsamt Aileu, Gemeinde Aileu).

## Geographie
Bermanuleu liegt im Osten der gleichnamigen Aldeia. Der Ort besteht aus weiter auseinander liegenden, verstreuten Gebäuden. Hier finden sich die Protestantische Kirche Golgota (portugiesisch Igreja Protestante Gólgota) der Protestantischen Kirche in Osttimor (IPTL), die katholische Kapelle Bermanuleu und die Grundschule Bermanuleu.
Nördlich liegt das Nachbardorf Raimuti Keousi, östlich im Suco Fahisoi (Verwaltungsamt Remexio) die Dörfer Dirohati und Estaurlatan.